# Карпатска овчарка
Карпатската овчарка (на румънски: Ciobănesc Românesc Carpatin) е порода големи овчарски кучета, произхождащи от планината Карпати в Румъния.

## История
Първите сведения за породата са дадени в „Животът на животните“ от Алфред Едмунд Брем и в „Списание за ветеринарна медицина“, година 15, брой 2.
През март 1998 г. група любители на породата създават „Клуб за карпатска овчарка“ (Clubul de Câini de Rasă Ciobănesc Românesc Carpatin). По-късно клубът е преименуван на „Национален клуб на притежателите на карпатски овчарки“ (Clubul Crescătorilor de Câini de Rasă Ciobănesc Românesc Carpatin), чието седалище е в град Бистрица. Според данните на клуба отглежданите в Рукър, окръг Арджеш овчарски кучета са предшественици на днешните карпатски овчарки.
През март 2003 г. в Бистрица е направена конференция, която е обсъдила въпросите по произхода на румънските овчарски кучета. На 6 юли 2006 г. в Буенос Айрес породата е призната от Международната федерация по кинология.
Смята се, че карпатската овчарка, заедно с други пазачи на обори се е появила от създадани преди около 9000 години породи в Месопотамия, които били селектирани скоро след одомашаването на овцете и козите.

## Здраве
Екземплярите от тази порода живеят средно 12 – 14 години.

## Характер
Карпатската овчарка е много отдадено и смело куче, с добри маниери. Създадено е да се бори с мечки, защитавайки стадата овце в оборите или своя господар от нараняване.